# Giuseppe Carpani
Giuseppe Carpani (Vill'Albese, 29 dicembre 1751 – Vienna, 22 gennaio 1825) è stato uno scrittore e librettista italiano.

## Biografia
Nato il 29 dicembre del 1751 da Giacinto Carpani e da Orsola Ripamonti, nel 1768 si iscrisse alla Facoltà di Giurisprudenza presso l'Università degli Studi di Pavia, in accordo con i desideri del padre, diventando anche alunno dell'Almo Collegio Borromeo, ma, conclusi gli studi, dopo un periodo di pratica a Milano, egli seguì la sua passione artistica scrivendo diverse opere tra cui commedie e libretti.
Nel 1796, quando Milano venne occupata dai francesi, Carpani si trasferì a Vienna. Dopo il trattato di Campoformio del 1797, divenne censore e direttore di teatro a Venezia.
Problemi di salute lo costrinsero a tornare a Vienna, dove l'Imperatore lo fece ritirare prima della sua morte. Pubblicò un gran numero di traduzioni di opere francesi e tedesche, scrisse inoltre un oratorio intitolato La passione di Gesù Cristo, che fu messo in musica da Joseph Weigl e rappresentato nel 1808, nel palazzo del principe Lobkowitz.
Tradusse anche La Creazione, celebre oratorio di Haydn, e compose un sonetto per celebrare quel lavoro. Fu un grande estimatore di Haydn, alla cui figura dedicò Le Haydine, ossia lettere sulla vita e le opere di Giuseppe Haydn (Padova, 1812).
Scrisse un'opera simile dedicata a Gioachino Rossini, l'opera fu intitolata Le Rossiniane (1824). Entrambe furono saccheggiate da Stendhal, che inoltre le tradusse per l'editore francese Mondo.
Nel 1808 numerosi compositori furono invitati a musicare il suo poema In questa tomba oscura. Al concorso parteciparono 63 compositori e la versione musicata da Beethoven è ancora oggi famosa.
Carpani morì per cause naturali nel Palazzo Liechtenstein, a Vienna, il 22 gennaio 1825, all'età di 73 anni.

## Libretti
- Camilla, ossia Il sotterraneo (dramma semiserio)
- Il principe invisibile (dramma giocoso)
- La morte di Cleopatra
- Nina, o sia La pazza per amore, musica di Giovanni Paisiello
- Gli antiquari in Palmira
- L'uniforme